# Кёльнский скоростной трамвай
Кёльнский скоростной трамвай (нем. Stadtbahn Köln) — система линий легкорельсового транспорта, скоростного подземного трамвая Кёльна. Оператором системы является компания Kölner Verkehrs-Betriebe AG (KVB); линии 16 и 18 — совместно с Боннским транспортным предприятием Stadtwerke Bonn Verkehrs GmbH. Вместе с другими видами общественного транспорта система является составной частью транспортного объединения «Рейн-Зиг».

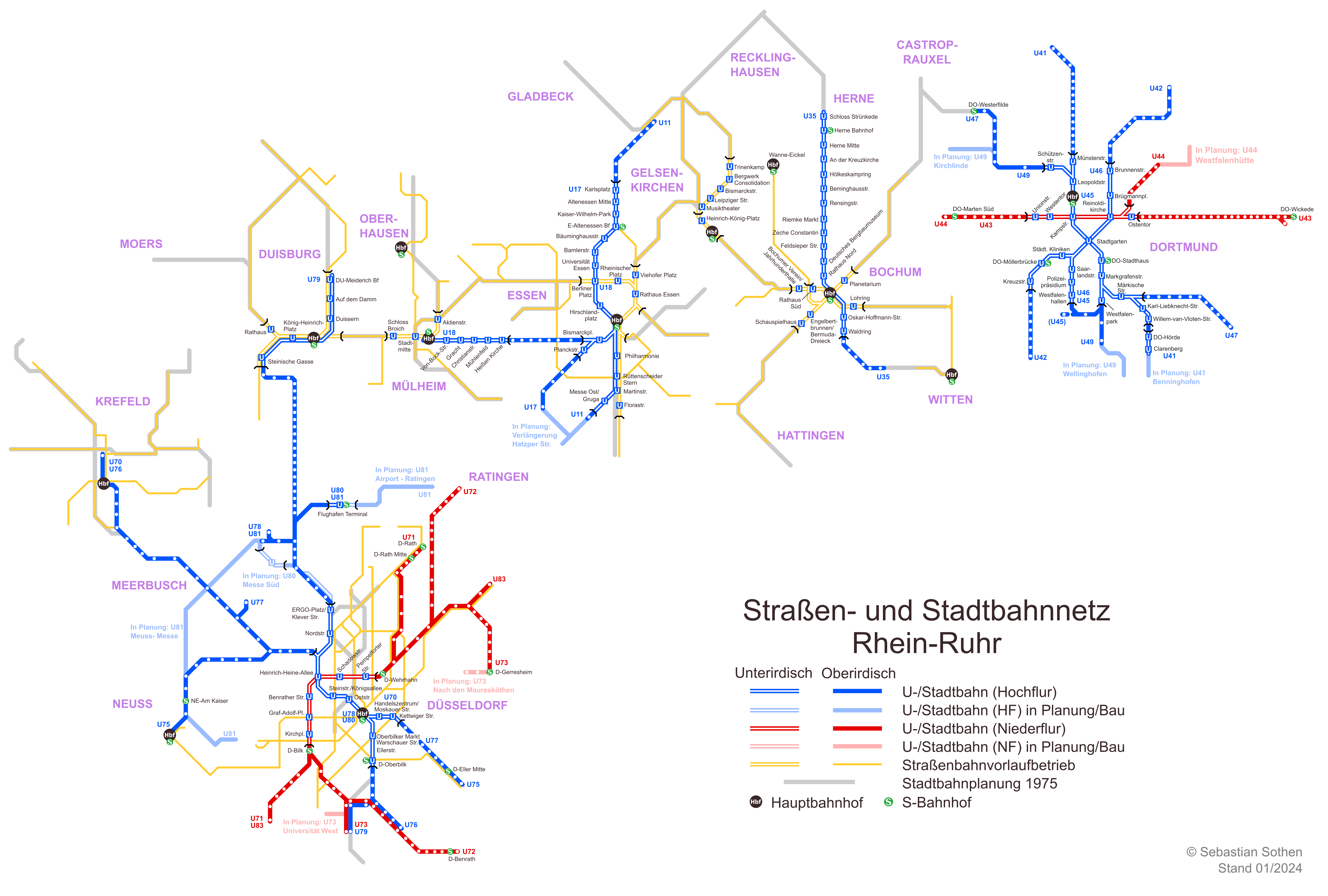
Схема скоростного рельсового транспорта Рейнско-Рурского региона

## История
История Кёльнского трамвая — Stadtbahn — начинается с первых линий вагонов, приводимых в движение лошадьми (конка), которые работали в Кёльне с 1877 года. В течение нескольких лет несколько компаний построили обширную сеть. Поскольку ни одна из этих компаний не проявила интерес к электрификации их линий, город Кёльн купил эти компании к 1 января 1900 г. Электрические трамваи были введены и дополнительные линии построены до 1912, включая пригородные линии к окружающим деревням за пределами города. Вне центра города эти линии отделили право проезда и были больше похожи на «настоящие» железные дороги, чем на трамваи.
Во время Второй мировой войны Кёльн понёс тяжёлый ущерб. Центр города был почти полностью разрушен и линии трамвая тоже. После войны было только несколько восстановленных линий в центре города, в то время как автомобильное движение увеличилось в большой степени. Чтобы улучшить ситуацию, в 1963 году началась постройка первого тоннеля.
Подземное строительство в центре города часто затрудняется тем фактом, что у археологов в Кёльне, одном из самых старых городов Германии, есть законные права проводить раскопки на всех будущих строительных участках в пределах средневековых городских пределов до начала строительных работ с использованием тяжёлой техники.

## Станции
В центре города линии идут под землёй, а на окраинах выходят на поверхность (хотя есть две подземные станции вне центра на восточном берегу). Подземная часть напоминает обычный метрополитен. Отличие заключается в том, что платформы в скоростном трамвае низкие, а вагоны питаются через пантографы на крыше от контактной сети, а не от контактного рельса. При этом высота пола на разных линиях различна, что отчётливо видно на кросс-платформенных пересадочных узлах. В штадтбане Кёльна на территории города имеется 182 станции из которых 37 подземных. Маршрут 16 использует 10 подземных станций на территории Бонна, маршрут 18 использует одну подземную станцию на территории Бонна.
Пересадочные узлы напоминают пересадочные узлы обычного метрополитена. Оплата проезда осуществляется при помощи продающегося в кассах билета, который валидируется в вагоне.

## Линии
Линии многочисленны и покрывают практически весь город, а также соединяют Кёльн с Бонном. В основной части города на западном берегу Рейна радиальные линии расходятся из центра на окраины, имеется полукольцо (13-й маршрут). На восточный берег трамваи следуют по трём мостам, расходясь пятью радиальными линиями. Также на этом берегу есть короткий участок вдоль реки, соединяющий мосты.
Помимо самого Кёльна линии штадтбана охваты охватывают также близлежащие города: Альфтер, Бергиш-Гладбах, Бонн, Борнхайм, Брюль, Весселинг, Гефрат, Фрехен, Хюрт.
Три линии системы используются как трамваями, так и грузовыми поездами. Две из этих линий соединяют Кёльн с Бонном. Этими линиями (16 и 18) совместно управляют транспортные предприятия обоих городов.
Линии делятся на 5 групп красные, розовые, салатовые, серые (включает только линию 13) и синие.
В штадтбане Кёльна действует линейно-маршрутная система движения трамваев. Имеется 11 маршрутов.
| Линия    | Станции                   | Группа линии |
| -------- | ------------------------- | ------------ |
| Линия 1  | 37                        | Красная      |
| Линия 3  | 31                        | Розовая      |
| Линия 4  | 29                        | Розовая      |
| Линия 5  | 17                        | Розовая      |
| Линия 7  | 33                        | Красная      |
| Линия 9  | 24                        | Красная      |
| Линия 12 | 27                        | Салатовая    |
| Линия 13 | 23                        | Серый        |
| Линия 15 | 23                        | Салатовая    |
| Линия 16 | 23 (На территории города) | Синяя        |
| Линия 18 | 32 (На территории города) | Синяя        |

## Подвижной состав

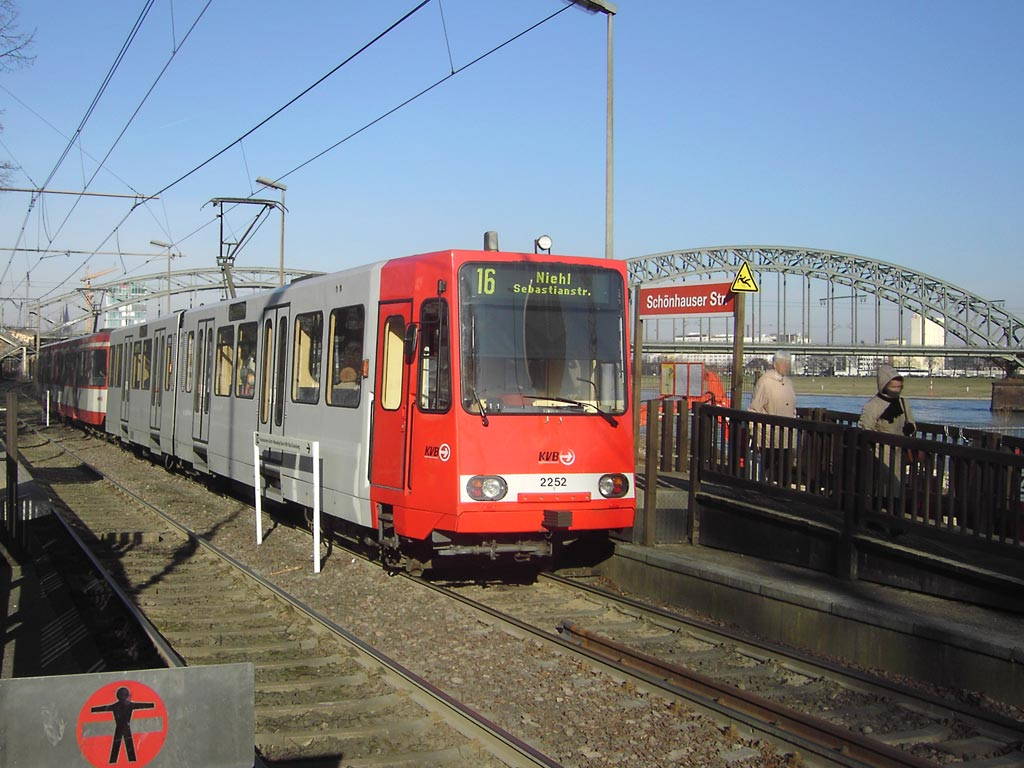
Третье поколение Трамвай типа B

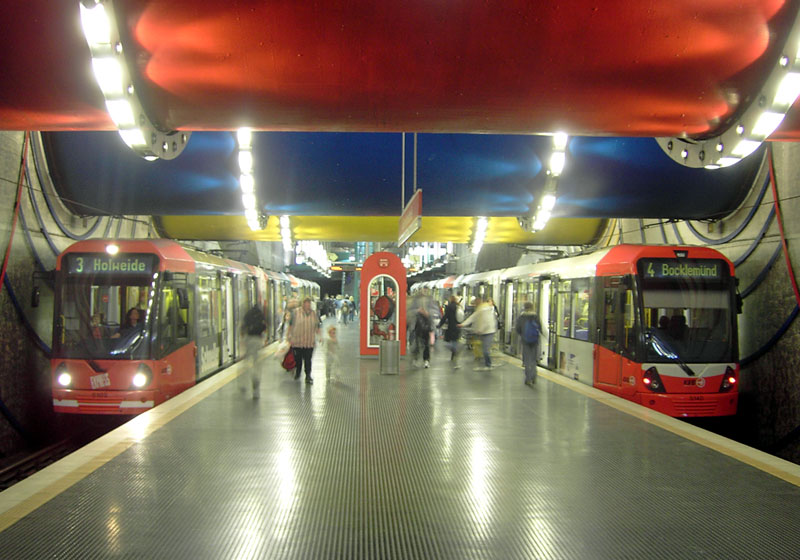
Два трамвая типа «K5000» на остановке «Äußere Kanalstraße»

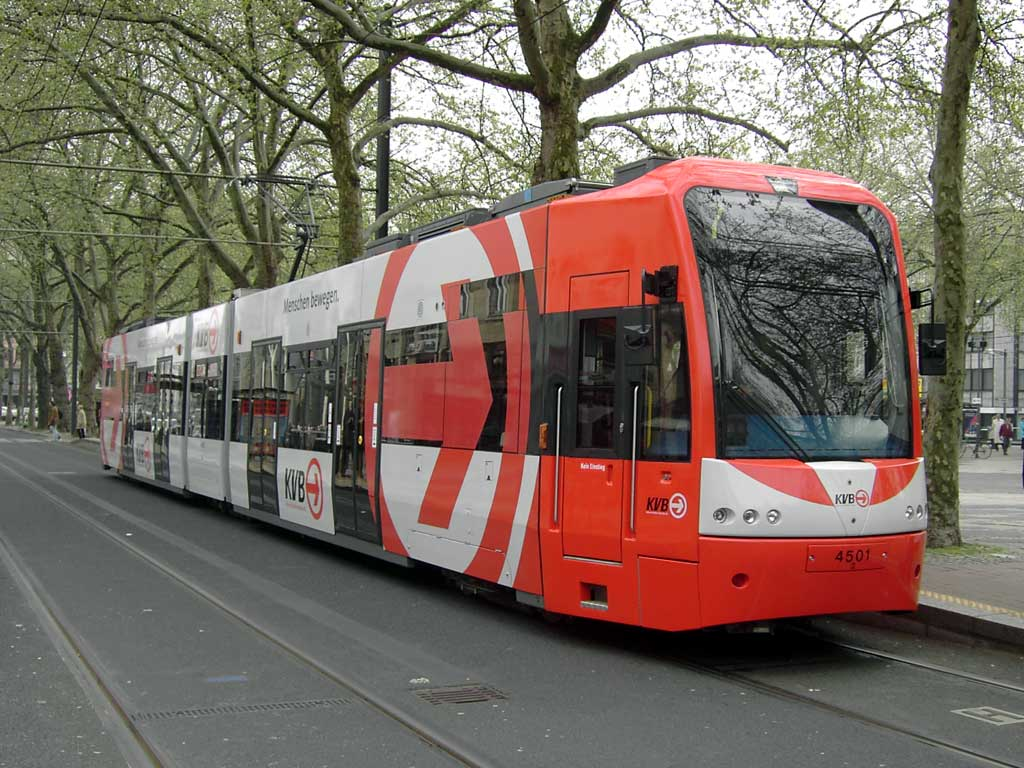
Новый трамвай «K4500» на презентации 18 апреля 2005 года

Так как последние традиционные трамваи были выведены из эксплуатации в 2006 году, подвижной состав состоит исключительно из вагонов скоростного трамвая. Все они немного ниже, 30 метров длиной, 2,65 м шириной, вместимостью около 70 пассажиров. Максимальная скорость 80 км/ч. За редкими исключениями, на всех линиях используются двухвагонные сцепы. В 1973 г. Кёльн получил два опытных образца трамвая Type B LRV. С тех пор, 172 единицы четырёх поколений были поставлены Кёльну до 1996 г. Первое поколение (серия 2000) в настоящее время списывается, в то время как второе поколение (серия 2100) должно пройти капитальный ремонт в течение по крайней мере ещё 15 лет обслуживания. После тестов с низкопольным трамваем из Вены подобное транспортное средство было разработано для Кёльна Bombardier, позже известно как семейство Flexity Swift. В общей сложности 124 низкопольных трамвая, так называемые «K4000», были поставлены между 1995 и 1998. Эти транспортные средства получили номера, начинающиеся с 4001. Когда DUEWAG, производитель транспортных средств скоростного трамвая Типа B, был продан Siemens и позже расторгнут, дополнительные трамваи Типа B больше не были доступны. Когда новый ряд высокоэтажных транспортных средств, чтобы быть названным «K5000», был необходим, Siemens представил «CitySprinter». В августе 1999, после двух месяцев тестирования, опытный образец CitySprinter врезался в другой трамвай со скоростью 50 км/ч на станции U-Bahn «Christophstraße / MediaPark». Несчастный случай был вызван одновременным закрытием электроники, приводящим к неспособности поезда применить её тормоза. Восемь человек получили серьёзные травмы. Второй произведённый опытный образец никогда не поставлялся. Вместо этого Бомбардир получил высоко-этажный трамвай из K4000. 59 единиц были поставлены в 2002 и 2003 годах. Нумерация была изменена на 5101 без предупреждения, чтобы избежать снова использовать номер 5001, который был числом злополучного CitySprinter. Ещё 15 транспортных средств — exprected, который будет поставлен до 2010. Когда было решено создать вторую низкопольную сеть, выбор для большего количества K5000 был изменён на дополнительные низкоэтажные транспортные средства. Бомбардир развивался, новый низкоэтажный трамвай базировался больше на K5000, чем на K4000. Эти новые трамваи назвали «K4500». Поставка 69 единиц началась в 2005 и была закончена в конце 2007.

## Развитие
Планируется продление от станции Breslauer Platz/Hauptbahnhof до станции Bonntor, длиной 3,9 км в тоннеле. Маршрут должен пройти через станции Heumarkt, Severinstrasse и Chlodwigplatz. Будет использоваться совместно маршрутами 5 и 16 (и должен открыться в 2015 году). Данный участок копается тоннелепроходческими комплексами и некоторые станции, ввиду этого, будут иметь круглое сечение. К югу от станции Bonntor, уже по поверхности 5 маршрут пойдёт до станции Arnoldshoehe, в то время как 16 маршрут должен вернуться на свою нынешнюю трассу вдоль Рейна.
3 маршрут планируется продлить на запад до станции Goerlinger Zentrum.